# Stephen Graham Jones
Stephen Graham Jones (Midland, 22 januari 1972) is een Amerikaanse schrijver van experimentele fictie-, sciencefiction en horrorverhalen. Hij won onder meer vier Bram Stoker Awards en een Locus Award.

## Biografisch
Jones werd geboren in de Verenigde Staten en staat officieel ingeschreven als lid van het Blackfoot-volk. Hij studeerde Engels en filosofie en behaalde in 1998 zijn Ph.D. Engels aan de Florida State University. Hij schreef als proefschrift het boek The Fast Red Road, een surrealistisch westernverhaal waarin hij de draak steekt met populaire mythen over de Indiaanse bevolking terwijl zijn hoofdpersonage Pidgin New Mexico doorkruist. Met ditzelfde verhaal debuteerde hij in 2000 officieel als schrijver. Jones gebruikt in latere titels regelmatig mensen die afstammen van Indianenvolkeren als (hoofd)personages. Hij is naast auteur ook docent aan de University of Colorado Boulder, met een specialisatie in creatief schrijven en Amerikaanse literatuur.

### Boeken
- 2000 - The Fast Red Road: A Plainsong
- 2003 - All the Beautiful Sinners
- 2003 - The Bird Is Gone
- 2005 - Seven Spanish Angels
- 2005 - Bleed into Me: A Book of Stories (verhalenbundel)
- 2006 - Demon Theory
- 2008 - The Long Trial of Nolan Dugatti (novelle)
- 2008 - Ledfeather
- 2010 - It Came From Del Rio
- 2012 - The Last Final Girl
- 2012 - Growing Up Dead in Texas
- 2012 - Zombie Bake-Off
- 2013 - The Least of My Scars
- 2013 - Flushboy
- 2014 - States of Grace
- 2014 - Not for Nothing
- 2014 - The Gospel of Z.
- 2016 - My Hero
- 2016 - Mongrels
- 2017 - Mapping the Interior (novelle, Bram Stoker Award)
- 2020 - Night of the Mannequins (novelle, Bram Stoker Award)
- 2020 - The Only Good Indians (Bram Stoker Award)
- 2021 - My Heart is a Chainsaw (Locus Award en Bram Stoker Award)
- 2023 - Don't Fear the Reaper

### Verhalenbundels
- 2011 - The Ones that Got Away
- 2013 - Three Miles Past
- 2013 - Zombie Sharks with Metal Teeth
- 2014 - After the People Lights Have Gone Off
- 2015 - The Faster Redder Road: The Best UnAmerican Stories of Stephen Graham Jones